# Cleora arenosa
Cleora arenosa är en fjärilsart som beskrevs av Fletcher 1967. Cleora arenosa ingår i släktet Cleora och familjen mätare. Inga underarter finns listade i Catalogue of Life.